# Misumenoides decipiens
Misumenoides decipiens là một loài nhện trong họ Thomisidae.
Loài này thuộc chi Misumenoides. Misumenoides decipiens được Lodovico di Caporiacco miêu tả năm 1955.